# Гулявник
Гулявник лекарственный (лат. Sisymbrium) — род травянистых растений семейства Капустные (Brassicaceae).

## Распространение
Род включает более 50 видов, распространённых в умеренной полосе Северного полушария, а также в Южной Америке (Анды) и Южной Африке. На территории бывшего СССР произрастает 25 видов, на Алтае — 4 вида.
Растёт по каменистым склонам, степям и как сорное на полях, огородах и в садах, вдоль дорог, преимущественно на песчаных почвах, богатых мергелем.
Широко распространены в умеренном поясе однолетние и зимующие сорняки гулявник Лёзеля (Sisymbrium loeselii), гулявник лекарственный (Sisymbrium officinale); на юге европейской части и в Средней Азии ― зимующий сорняк гулявник высокий (Sisymbrium altissimum); на нижней Волге, Дону и Северном Кавказе ― гулявник волжский (Sisymbrium volgense), размножающийся корневыми отпрысками.
Гулявниками нередко называют виды рода Дескурения (Descurainia) того же семейства. В бывшем СССР обычен вид дескурения Софии (Descurainia sophia) — однолетний сорняк, засоряющий посевы.

## Ботаническое описание

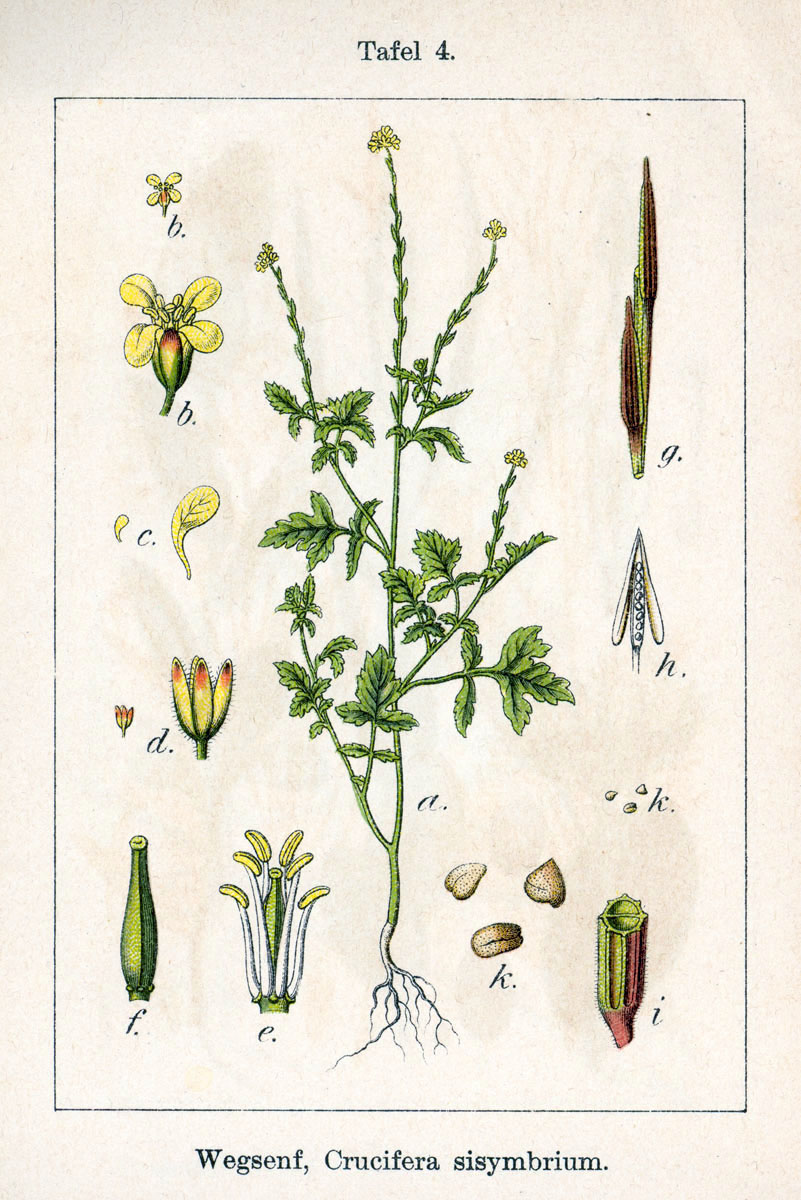
Sisymbrium officinale

Однолетние, двулетние, реже многолетние травы.
Листья перистораздельные или перистонадрезанные, голые или опушённые простыми волосками.
Плод — стручок.
Цветки жёлтые в длинных кистях. Чашелистики прямые или отстоящие. Лепестки с ноготком, продолговато-овальные.

## Химический состав
Сорные гулявники образуют много мелких семян, которые содержат до 30 % жирного масла. Многие виды гулявников — вредные или ядовитые растения, так как содержат в семенах гликозиды типа синигрина, образующие при расщеплении горчичные масла с острым запахом и жгучим вкусом.

## Практическое использование
На пастбищах и залежах гулявник высокий и гулявник Лёзеля в молодом возрасте поедаются верблюдами, овцами, дают хороший силос.
Семена некоторых видов гулявников в Азии применяют вместо горчицы.
Некоторые гулявники служат в народе для врачебных целей; например, встречающийся повсюду гулявник лекарственный (Sisymbrium officinale) был употребляем для лечения легочных болезней в Европе, Северной Африке, Западной Сибири, на Алтае и в Поволжье.

## Классификация

### Таксономия[4]
Sisymbrium L., 1753, Sp. Pl. : 657
Род Гулявник относится к семейству Капустные (Brassicaceae) порядка Капустоцветные (Brassicales). Кладограмма в соответствии с Системой APG IV по состоянию на июнь 2023 года:
|  |                                      |  |                                   |                                   |                     |  | ещё 16 семейств |              |              |                                                            |
|  |                                      |  |                                   |                                   |                     |  |                 |              |              | 53 подтвержденных вида и 77 видов, ожидающих подтверждения |
|  |                                      |  |                                   | порядок Капустоцветные            |                     |  |                 |              | род Гулявник |                                                            |
|  |                                      |  |                                   | порядок Капустоцветные            |                     |  |                 |              | род Гулявник |                                                            |
|  | отдел Цветковые, или Покрытосеменные |  |                                   |                                   | семейство Капустные |  |                 |              |              |                                                            |
|  | отдел Цветковые, или Покрытосеменные |  |                                   |                                   |                     |  |                 |              |              |                                                            |
|  |                                      |  | ещё 63 порядка цветковых растений | ещё 63 порядка цветковых растений |                     |  |                 | ещё 354 рода | ещё 354 рода |                                                            |
|  |                                      |  |                                   | ещё 63 порядка цветковых растений |                     |  |                 |              | ещё 354 рода |                                                            |

### Виды
- Sisymbrium adenophorum  (Wooton  &  Standl.)  Tidestr. in Tidestr.  &  Kittell
- Sisymbrium afghanicum  Gilli
- Sisymbrium altissimum L. typus[1] — Гулявник высокий
- Sisymbrium assoanum  Loscos  &  J.Pardo
- Sisymbrium austriacum  Jacq.
- Sisymbrium brassiciforme  C.A.Mey.
- Sisymbrium burchellii  DC.
- Sisymbrium capense  Thunb.
- Sisymbrium cavanillesianum  Castrov.  &  Valdés Berm.
- Sisymbrium crassifolium  Cav.
- Sisymbrium damascenum  Boiss.  &  Gaill.
- Sisymbrium dissitiflora  O.E.Schulz
- Sisymbrium dissitiflorum  O.E.Schulz
- Sisymbrium ekmanii  O.E.Schulz
- Sisymbrium elatum  K.Koch
- Sisymbrium erucastrifolium  Trautv.
- Sisymbrium erysimoides  Desf.
- Sisymbrium gamosepalum  Hedge
- Sisymbrium gaubae  Rech.f.  &  Bornm.
- Sisymbrium haitiense  O.E.Schulz
- Sisymbrium heteromallum  C.A.Mey.
- Sisymbrium hispanicum  Jacq.
- Sisymbrium integerrimum  Rech.f.  &  Aellen
- Sisymbrium irio L. — Гулявник ирио
- Sisymbrium isatidifolium  Blanca, Cueto  &  J.Fuentes
- Sisymbrium isfarense  Vassilcz.
- Sisymbrium kermanicum  Khodash.  &  Mirtadz.
- Sisymbrium lasiocalyx  Prokh.
- Sisymbrium leucocladum  (Boiss.)  D.A.German  &  Al-Shehbaz
- Sisymbrium linearifolium  Payson
- Sisymbrium linifolium  Nutt.  ex  Torr.  &  A.Gray
- Sisymbrium lipskyi  N.Busch
- Sisymbrium loeselii L. — Гулявник Лёзеля
- Sisymbrium luteum (Maxim.) O.E.Schulz — Гулявник жёлтый
- Sisymbrium macroloma  Pomel
- Sisymbrium malatyanum  Mutlu  &  Ş.Karakuş
- Sisymbrium maurum  Maire
- Sisymbrium maximum  Hochst.  ex  E.Fourn.
- Sisymbrium nepalense  Al-Shehbaz
- Sisymbrium officinale (L.) Scop. — Гулявник лекарственный
- Sisymbrium orientale  L.
- Sisymbrium pinnatisectum  Vassilcz.  &  V.I.Dorof.  ex  Saksonov
- Sisymbrium polyceratium  L.
- Sisymbrium polymorphum  (Murray)  Roth
- Sisymbrium praetermissum  Mardal.
- Sisymbrium reboudianum  Verl.
- Sisymbrium runcinatum  Lag.  ex  DC.
- Sisymbrium septulatum  DC.
- Sisymbrium strictissimum  L.
- Sisymbrium subspinescens  Bunge
- Sisymbrium turczaninowii  Sond.
- Sisymbrium volgense M.Bieb. ex E.Fourn. — Гулявник волжский
- Sisymbrium yunnanense  W.W.Sm.

### Синонимы
- Irio  (DC.) Fourr.
- Leptocarpaea  DC.
- Norta  Adans.
- Phryne  Bubani
- Pseudofortuynia  Hedge
- Tonguea  Endl.
- Valarum  Schur
- Vandalea  Fourr.
- Velarum  (DC.) Rchb.